# Kurt Heinrich Meyer
Kurt Heinrich Meyer   (Tartu, 29 de setembre de 1883 - Menton, 14 d'abril de 1952) fou un químic alemany.

## Biografia
Meyer, el fill del farmacòleg Hans Horst Meyer, era un estudiant a partir de 1892-1901 en el "Gimnàs Philippinum" a Marburg, Alemanya. Consecutivament va començar amb els estudis de medicina, més endavant en la química a Marburg (on Theodor Zincke va ser el professor), i en Leipzig, Friburg, Londres, i Múnic. A Leipzig, Meyer va obtenir el seu doctorat el 1907 amb la tesi "Untersuchungen über Halochromie" (Investigació sobre Halochromie) sota la direcció de Arthur Hantzsch. Després, seguint el consell del seu pare, va viatjar a Anglaterra per complementar la seva formació i va treballar durant diversos mesos al laboratori d'Ernest Rutherford. Després del seu retorn a Alemanya en 1891, va obtenir el grau acadèmic més alt, l'habilitació, treballant sota la direcció d'Adolf von Baeyer a Múnic en la determinació de l'equilibri de la cetoenólicos tautomeria d'acetoacetat d'etil. Això es va fer a través de la determinació del contingut d'Enol en equilibris Keto-Enol-tautomeria a través de la titulació de brom ("Ueber die Keto-Enol Tautomerie"). El mètode de la "re-titulació de Meyer" reordenament Meyer-Schuster i porten el seu nom.
El 1914, Meyer va servir com a oficial en l'artilleria, però, va ser cridat el 1917 per dur a terme treballs d'investigació de guerra al Societat Kaiser Wilhelm Institut de Berlín sota la direcció de Fritz Haber. Després del final de la guerra va treballar en la Universitat Ludwig Maximilian de Múnic sota la direcció de Richard Willstätter. Després d'uns quants anys a la Universitat, es va traslladar el 1921 a la BASF AG a Ludwigshafen, on va ser nomenat com a director dels Laboratoris d'Investigació. Aquí els seus interessos estaven preocupats per la química del polímer alta. Va treballar en col·laboració amb Herman Francis Mark, amb qui s'havia ficat al seu institut. El 1929 va renunciar a aquest lloc de director i el 1931 es va convertir en professor de química orgànica i inorgànica a la Universitat de Ginebra a Suïssa. Allà, un dels seus col·laboradors durant molt de temps va ser A.J.A. van der Wijk. Entre els seus molts estudiants i col·laboradors va ser Edmond H. Fischer, que va obtenir el 1992 el Premi Nobel de Medicina i Fisiologia que compartia amb Edwin G. Krebs. La recerca doctoral de Fischer va participar en l'aïllament i purificació de l'alfa-amilasa, on va confirmar la seva naturalesa com la d'una proteïna, i no d'un polisacàrid.
Meyer va morir el 1952 a unes vacances a Menton, França. El seu fill, Horst Meyer, va estudiar a les universitats de Ginebra i Zurich i des de 1959 ha estat professor de la física - emèrit des de 2005 - a Universitat de Duke en Durham, Carolina del Nord.